# リーマンゼータ関数の特殊値

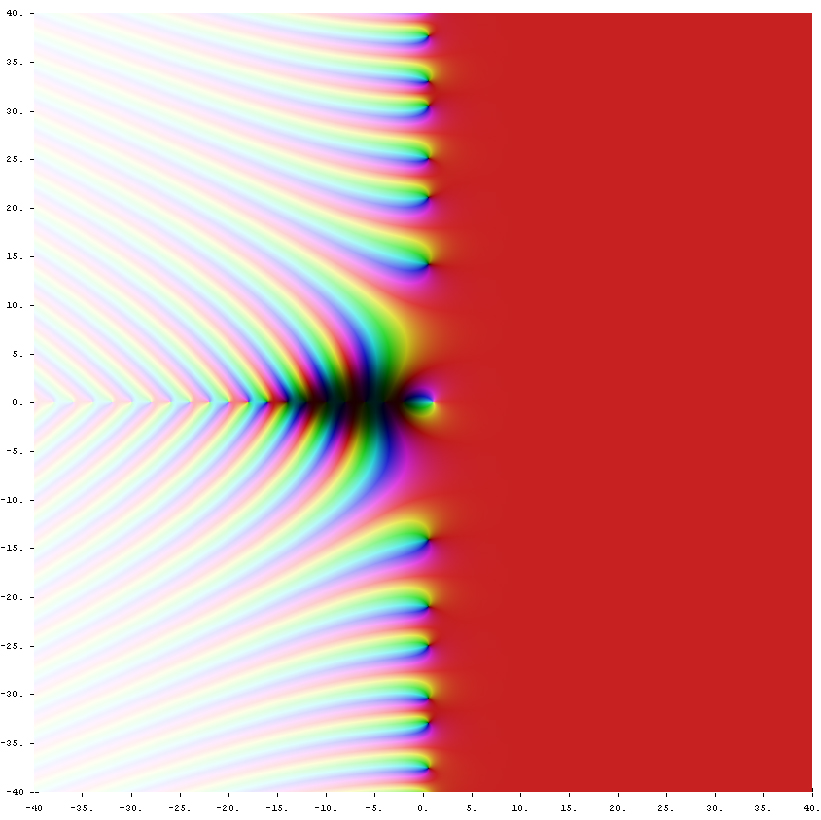
複素平面上のリーマンゼータ関数。点 s における色が ζ (s) の値を表しており、濃いほど 0 に近い。色調はその値の偏角を表しており、例えば正の実数は赤である。s = 1 における白い点は極であり、実軸の負の部分および臨界線 Re s = 1/2 上の黒い点は零点である。

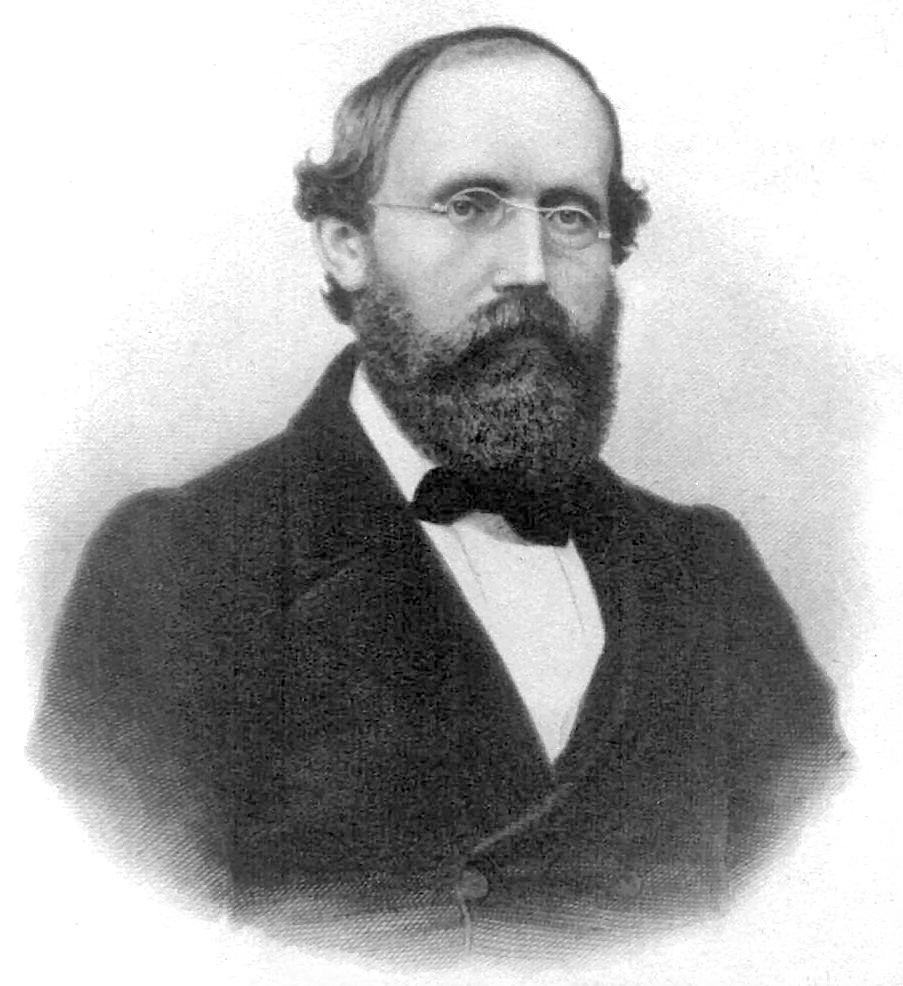
ベルンハルト・リーマン

リーマンゼータ関数の特殊値（リーマンゼータかんすうのとくしゅち、英: Particular values of the Riemann zeta function）とは、数学におけるリーマンゼータ関数（英: Riemann zeta function）に整数を代入した際の値のことをいう。これはリーマンゼータ値（英: Riemann zeta value）とも呼ばれる。

## 解説
ゼータ関数は複素解析に頻繁に登場する特殊関数であるが、解析的整数論においても重要な関数である。ゼータ関数は、実部が 1 より真に大きい複素数 s と自然数 n に対して、
{\displaystyle \zeta (s)=\sum _{n=1}^{\infty }{\frac {1}{n^{s}}}=1+{\frac {1}{2^{s}}}+{\frac {1}{3^{s}}}+{\frac {1}{4^{s}}}+\cdots }
で定義される関数 ζ のことをいい、例えば s = 2 とすると、
{\displaystyle \zeta (2)=\sum _{n=1}^{\infty }{\frac {1}{n^{2}}}=1+{\frac {1}{2^{2}}}+{\frac {1}{3^{2}}}+{\frac {1}{4^{2}}}+\cdots }
のような級数が提供される。特に、整数引数に対してゼータ関数がとる値についてはこの例も含めすべて実数値をもち、さらに数値計算に効率のよい公式が存在する。この記事では、これらの公式を値の表とともに列挙し、その微分と整数引数でのゼータ関数からなる級数も記述する。
ゼータ関数は、s = 1 における一位の極を除き解析接続によって複素平面全体に拡張される。しかしながら、上の定義式は解析接続された s に対しては無効であり、直に計算を試みると対応する和が発散する。例えば、ゼータ関数において s = −1 のとき、
{\displaystyle \zeta (-1)=-{\frac {1}{12}}}
となるが、これを上の定義式で計算すると、
{\displaystyle \zeta (-1)=\lim _{N\to \infty }\sum _{n=1}^{N}n=\lim _{N\to \infty }{\frac {N\,(N+1)}{2}}=\infty }
となって発散級数となる。以下に列挙するゼータ関数の特殊値は負の偶数に対する特殊値も含み、これは恒等的に ζ (s) = 0 であり、いわゆる自明な零点となる。

## 自然数に対する特殊値

### 正の偶数に対する特殊値
1644年、イタリアのピエトロ・メンゴリによって以下の問題が提起された。この問題は、解決に挑んだ数学者の多くがバーゼルの生まれであったことから、バーゼル問題と呼ばれる。
バーゼル問題 ― 以下の級数：
{\displaystyle \sum _{n=1}^{\infty }{\frac {1}{n^{2}}}=1+{\frac {1}{2^{2}}}+{\frac {1}{3^{2}}}+{\frac {1}{4^{2}}}+\cdots }
は収束するか。収束するならばその値はいくつか。

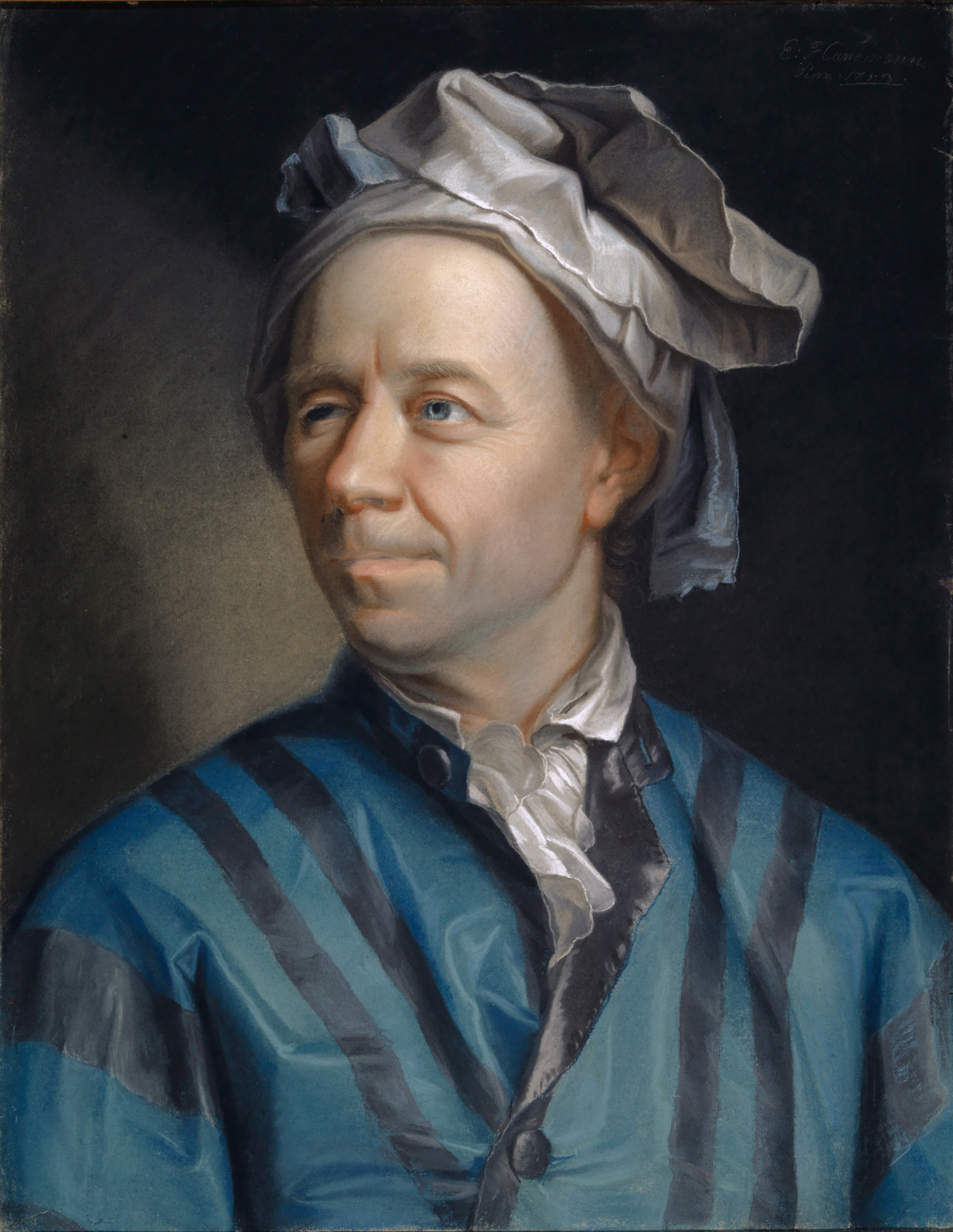
レオンハルト・オイラー

バーゼル問題は、スイスのレオンハルト・オイラーによって初めて解決された。オイラーは、三角関数のテイラー級数およびその無限乗積の x2 の項の展開係数を比較することで、
{\displaystyle -{\frac {1}{3!}}=-{\frac {1}{\pi ^{2}}}\sum _{n=1}^{\infty }{\frac {1}{n^{2}}}}
となることから、
{\displaystyle \zeta (2)=\sum _{n=1}^{\infty }{\frac {1}{n^{2}}}={\frac {\pi ^{2}}{6}}}
が成り立つことを示した。さらにオイラーの研究はバーゼル問題にとどまることはなく、より一般の場合の研究に努め、任意の自然数 n に対して、
{\displaystyle \zeta (2n)={\frac {(-1)^{n+1}\,(2\pi )^{2n}\,B_{2n}}{2\,(2n)!}}}
が成り立つことも示した。ただし、ここで B2n は 2n 番目のベルヌーイ数である。
正の偶数に対する特殊値の証明 — 
余接関数の指数関数による定義から、
{\displaystyle \pi z\cot \pi z=i\pi z\,{\frac {e^{i\pi z}+e^{-i\pi z}}{e^{i\pi z}-e^{-i\pi z}}}}
である。ただし、ここで i は虚数単位である。ここで右辺は、
{\displaystyle i\pi z\,{\frac {e^{i\pi z}+e^{-i\pi z}}{e^{i\pi z}-e^{-i\pi z}}}=i\pi z+{\frac {2i\pi z}{e^{2i\pi z}-1}}}
であり、ベルヌーイ数の定義から、
{\displaystyle \pi z\cot \pi z=i\pi z+\sum _{n=0}^{\infty }{\frac {(2i\pi z)^{n}\,B_{n}}{n!}}}
となるので、ベルヌーイ数の特殊値を利用し、
{\displaystyle \pi z\cot \pi z=1+\sum _{n=1}^{\infty }{\frac {(2i\pi z)^{2n}\,B_{2n}}{(2n)!}}}
一方、正弦関数の無限乗積の対数は、
{\displaystyle \log \sin \pi z=\log \pi z+\sum _{k=1}^{\infty }\log \!{\biggl (}1-{\frac {z^{2}}{k^{2}}}{\biggr )}}
であり、両辺を微分して z を乗じると、
{\displaystyle \pi z\cot \pi z=1-\sum _{k=1}^{\infty }{\frac {1}{1-z^{2}\!/k^{2}}}{\frac {2z^{2}}{k^{2}}}}
となるが、これをテイラー展開して整理すると、
{\displaystyle \pi z\cot \pi z=1-2\sum _{n=1}^{\infty }\zeta (2n)\,z^{2n}}
それぞれで導いた πz cot πz を比較して、
{\displaystyle \zeta (2n)={\frac {(-1)^{n+1}\,(2\pi )^{2n}\,B_{2n}}{2\,(2n)!}}}
この公式により、正の偶数に対する特殊値を容易く計算することができる。しかるに n = 1 から小さい順に n = 10 まで計算してみると、
{\displaystyle \zeta (2)=\sum _{n=1}^{\infty }{\frac {1}{n^{2}}}={\frac {\pi ^{2}}{6}}}
{\displaystyle \zeta (4)=\sum _{n=1}^{\infty }{\frac {1}{n^{4}}}={\frac {\pi ^{4}}{90}}}
{\displaystyle \zeta (6)=\sum _{n=1}^{\infty }{\frac {1}{n^{6}}}={\frac {\pi ^{6}}{945}}}
{\displaystyle \zeta (8)=\sum _{n=1}^{\infty }{\frac {1}{n^{8}}}={\frac {\pi ^{8}}{9450}}}
{\displaystyle \zeta (10)=\sum _{n=1}^{\infty }{\frac {1}{n^{10}}}={\frac {\pi ^{10}}{93555}}}
{\displaystyle \zeta (12)=\sum _{n=1}^{\infty }{\frac {1}{n^{12}}}={\frac {691\pi ^{12}}{638512875}}}
{\displaystyle \zeta (14)=\sum _{n=1}^{\infty }{\frac {1}{n^{14}}}={\frac {2\pi ^{14}}{18243225}}}
{\displaystyle \zeta (16)=\sum _{n=1}^{\infty }{\frac {1}{n^{16}}}={\frac {3617\pi ^{16}}{325641566250}}}
{\displaystyle \zeta (18)=\sum _{n=1}^{\infty }{\frac {1}{n^{18}}}={\frac {43867\pi ^{18}}{38979295480125}}}
{\displaystyle \zeta (20)=\sum _{n=1}^{\infty }{\frac {1}{n^{20}}}={\frac {173611\pi ^{20}}{1531329465290625}}}
となる。またその近似値は、以下の表に示す通りである。
| ζ (2n) | 近似値                       | OEIS    |
| ------ | ---------------------------- | ------- |
| ζ (2)  | 1.64493 40668 48226 43647... | A013661 |
| ζ (4)  | 1.08232 32337 11138 19151... | A013662 |
| ζ (6)  | 1.01734 30619 84449 13971... | A013664 |
| ζ (8)  | 1.00407 73561 97944 33937... | A013666 |
| ζ (10) | 1.00099 45751 27818 08533... | A013668 |
| ζ (12) | 1.00024 60865 53308 04829... | A013670 |
| ζ (14) | 1.00006 12481 35058 70482... | A013672 |
| ζ (16) | 1.00001 52822 59408 65187... | A013674 |
| ζ (18) | 1.00000 38172 93264 99983... | A013676 |
| ζ (20) | 1.00000 09539 62033 87279... | A013678 |

この表からもわかるように、ゼータ関数は s → ∞ の極限で ζ (s) → 1 である。すなわち、
{\displaystyle \lim _{s\to \infty }\zeta (s)=1}
である。また、自然数 n に対して、
{\displaystyle a_{n}\,\zeta (2n)=\pi ^{2n}\,b_{n}}
を満たすように an と bn を定める。ただし、ここで an と bn は任意の自然数 n に対して常に自然数をとるものとする。すると、このとき  an と bn の n = 1 から n = 20 までの挙動は以下の表に示す通りである。
| n  | an                                        | bn                    |
| -- | ----------------------------------------- | --------------------- |
| 1  | 6                                         | 1                     |
| 2  | 90                                        | 1                     |
| 3  | 945                                       | 1                     |
| 4  | 9450                                      | 1                     |
| 5  | 93555                                     | 1                     |
| 6  | 638512875                                 | 691                   |
| 7  | 18243225                                  | 2                     |
| 8  | 325641566250                              | 3617                  |
| 9  | 38979295480125                            | 43867                 |
| 10 | 1531329465290625                          | 174611                |
| 11 | 13447856940643125                         | 155366                |
| 12 | 201919571963756521875                     | 236364091             |
| 13 | 11094481976030578125                      | 1315862               |
| 14 | 564653660170076273671875                  | 6785560294            |
| 15 | 5660878804669082674070015625              | 6892673020804         |
| 16 | 62490220571022341207266406250             | 7709321041217         |
| 17 | 12130454581433748587292890625             | 151628697551          |
| 18 | 20777977561866588586487628662044921875    | 26315271553053477373  |
| 19 | 2403467618492375776343276883984375        | 308420411983322       |
| 20 | 20080431172289638826798401128390556640625 | 261082718496449122051 |

さらに cn = bn/an と定めると、偶数に対する特殊値はより簡単に、
{\displaystyle \zeta (2n)=\sum _{m=1}^{\infty }{\frac {1}{m^{2n}}}=c_{n}\,\pi ^{2n}}
とかくことができる。するとこのとき、
{\displaystyle c_{n}=\sum _{k=1}^{n-1}{\frac {(-1)^{k-1}\,c_{n-k}}{(2k+1)!}}+{\frac {(-1)^{n+1}\,n}{(2n+1)!}}}
なる漸化式が存在することがわかる。この漸化式は、ベルヌーイ数を効率的に求める漸化式に基づいている。また、特殊値の係数ではなく、ゼータ関数についての漸化式も存在する。余接関数の微分：
{\displaystyle {\frac {\rm {d}}{{\rm {d}}z}}\cot z=-1-\cot ^{2}z}
およびその部分分数分解による表現：
{\displaystyle \cot z={\frac {1}{z}}-2\sum _{n=1}^{\infty }{\frac {\zeta (2n)\,z^{2n-1}}{\pi ^{2n}}}}
を用いれば、
{\displaystyle \zeta (2n)={\frac {2}{2n+1}}\sum _{k=1}^{n-1}\zeta (2k)\,\zeta (2n-2k)}
が容易に導かれる。ただし、ここで n > 1 である。

### 正の奇数に対する特殊値
ゼータ関数は Re s > 1 なる複素数 s に対して定義される関数であるが、その定義式に s = 1 を代入すると、
{\displaystyle \zeta (1)=\sum _{n=1}^{\infty }{\frac {1}{n}}=1+{\frac {1}{2}}+{\frac {1}{3}}+{\frac {1}{4}}+\cdots }
となって調和級数に一致する。調和級数は、古くにおいては収束すると考えられていたが、今日においては発散することが知られている。しかしこれはコーシーの主値は存在し、
{\displaystyle \lim _{\varepsilon \to 0}{\frac {\zeta (1+\varepsilon )+\zeta (1-\varepsilon )}{2}}=\gamma }
である。ただし、ここで γ はオイラーの定数である。
また、正の偶数に対する特殊値はベルヌーイ数を用いる形で一般化されたが、正の奇数に対する特殊値は簡潔な形で表すことができないことが知られている。例えば、ゼータ関数に s = 3 を代入した実数 ζ (3) はアペリーの定数として知られ、様々な積分表示や級数表示が発見されているものの、簡単な形で表すことができない。また ζ (3) は無理数であることがわかっている。この主張をアペリーの定理という。また、正の偶数に対する特殊値が常に無理数となることはその一般化された公式を見れば一目瞭然である一方、正の奇数に対する特殊値がすべて無理数であるかどうかは現在もまだわかっていないが、すべて無理数ではないかと予想されている。以下の表にその近似値を示す。
| ζ (2n + 1) | 近似値                       | OEIS    |
| ---------- | ---------------------------- | ------- |
| ζ (1)      | -                            | -       |
| ζ (3)      | 1.20205 69031 59594 28539... | A02117  |
| ζ (5)      | 1.03692 77551 43369 92633... | A013663 |
| ζ (7)      | 1.00834 92773 81922 82683... | A013665 |
| ζ (9)      | 1.00200 83928 26082 21441... | A013667 |
| ζ (11)     | 1.00049 41886 04119 46455... | A013669 |
| ζ (13)     | 1.00012 27133 47578 48914... | A013671 |
| ζ (15)     | 1.00003 05882 36307 02049... | A013673 |
| ζ (17)     | 1.00000 76371 97637 89976... | A013675 |
| ζ (19)     | 1.00000 19082 12716 55393... | A013677 |

アペリーの定数をはじめとした正の奇数に対する特殊値には様々な積分表示や級数表示が与えられており、それらを計算する場合はゼータ関数の定義式を利用するのではなく、別の収束速度の速い公式を利用することが多い。

#### ζ(3)
{\displaystyle \zeta (3)={\frac {2\pi ^{2}}{7}}{\Biggl [}{\frac {3}{2}}-\log \pi +\sum _{n=1}^{\infty }{\frac {\zeta (2n)}{2^{2n-1}\,n\,(2n+1)(2n+2)}}{\Biggr ]}}
{\displaystyle \zeta (3)={\frac {\pi ^{2}}{7}}{\Biggl [}1-4\sum _{n=1}^{\infty }{\frac {\zeta (2n)}{2^{2n}\,(2n+1)(2n+2)}}{\Biggr ]}}
{\displaystyle \zeta (3)={\frac {7\pi ^{3}}{180}}-2\sum _{n=1}^{\infty }{\frac {1}{n^{3}\,(e^{2n\pi }-1)}}}
{\displaystyle \zeta (3)={\frac {5}{2}}\sum _{n=1}^{\infty }{\frac {(-1)^{n-1}\,(n!)^{2}}{n^{3}\,(2n)!}}}
{\displaystyle \zeta (3)={\frac {1}{4}}\sum _{n=1}^{\infty }{\frac {(n!)^{4}\,(30n-11)}{n^{3}\,[(2n)!]^{2}\,(2n-1)}}}
{\displaystyle \zeta (3)={\frac {1}{2}}\sum _{n=1}^{\infty }{\frac {(-1)^{n-1}\,(n!)^{10}\,(205n^{2}-160n+32)}{n^{5}\,[(2n)!]^{5}}}}
{\displaystyle \zeta (3)=14\sum _{n=1}^{\infty }{\frac {1}{n^{3}\sinh n\pi }}-{\frac {11}{2}}\sum _{n=1}^{\infty }{\frac {1}{n^{3}\,(e^{2n\pi }-1)}}-{\frac {7}{2}}\sum _{n=1}^{\infty }{\frac {1}{n^{3}\,(e^{2n\pi }+1)}}}
{\displaystyle \zeta (3)={\frac {1}{2}}\int _{0}^{\infty }\!{\frac {x^{2}}{e^{x}-1}}\,{\rm {d}}x}
{\displaystyle \zeta (3)={\frac {2\pi ^{2}\log 2}{7}}+{\frac {16}{7}}\int _{0}^{\frac {\pi }{2}}x\log \sin x\,{\rm {d}}x}
{\displaystyle \zeta (3)=-{\frac {1}{2}}\int _{0}^{1}\!\!\int _{0}^{1}\!{\frac {\log xy}{1-xy}}\,{\rm {d}}x\,{\rm {d}}y}
{\displaystyle \zeta (3)=\int _{0}^{1}\!\!\int _{0}^{1}\!\!\int _{0}^{1}\!{\frac {{\rm {d}}x\,{\rm {d}}y\,{\rm {d}}z}{1-xyz}}}
{\displaystyle \zeta (3)=\operatorname {Re} \int _{0}^{1}\!\!\int _{0}^{1}\!\!\int _{0}^{1}\!{\frac {{\rm {d}}x\,{\rm {d}}y\,{\rm {d}}z}{f(f(f(x)\,y)\,z)}}\quad {\rm {where}}\,f(x)={\frac {1+{\sqrt {3}}i}{2}}\,x}

#### ζ(5)
{\displaystyle \zeta (5)={\frac {\pi ^{5}}{294}}-{\frac {72}{35}}\sum _{n=1}^{\infty }{\frac {1}{n^{5}\,(e^{2n\pi }-1)}}-{\frac {2}{35}}\sum _{n=1}^{\infty }{\frac {1}{n^{5}\,(e^{2n\pi }+1)}}}
{\displaystyle \zeta (5)=12\sum _{n=1}^{\infty }{\frac {1}{n^{5}\sinh n\pi }}-{\frac {39}{20}}\sum _{n=1}^{\infty }{\frac {1}{n^{5}\,(e^{2n\pi }-1)}}+{\frac {1}{20}}\sum _{n=1}^{\infty }{\frac {1}{n^{5}\,(e^{2n\pi }+1)}}}
{\displaystyle \zeta (5)={\frac {2\pi ^{4}}{3\,(2^{5}-1)}}{\Biggl [}\log 2+\sum _{n=1}^{\infty }{\frac {(2n+5)\,\zeta (2n)}{2^{2n}\,(n+2)(2n+3)}}{\Biggr ]}}
{\displaystyle \zeta (5)={\frac {2\pi ^{4}}{31}}{\Biggl [}\sum _{n=1}^{\infty }{\frac {\zeta (2n)}{2^{2n}(n+2)(2n+1)}}-3\sum _{n=1}^{\infty }{\frac {\zeta (3)}{2^{2n}\,(n+1)(2n+3)}}{\Biggr ]}}
{\displaystyle \zeta (5)={\frac {1}{24}}\int _{0}^{\infty }\!{\frac {x^{4}}{e^{x}-1}}\,{\rm {d}}x}

#### ζ(2n+ 1)
正の奇数 n に対して、
{\displaystyle S_{\pm }(s)=\sum _{n=1}^{\infty }{\frac {1}{n^{s}\,(e^{2n\pi }\pm 1)}}}
なる級数を定めるとき、ζ (3) や ζ (5) で見られたような一連の級数は次の形で定式化される。
{\displaystyle A_{n}\,\zeta (n)-B_{n}\,\pi ^{n}+C_{n}\,S_{-}(n)+D_{n}\,S_{+}(n)=0}
ただし、ここで An 、Bn 、Cn および Dn は、任意の正の奇数 n に対して常に自然数をとるものとする。ここでの Bn はベルヌーイ数とは異なる。すると、このとき An 、Bn 、Cn および Dn の n = 3 から n = 19 までの挙動は以下の表に示す通りである。
| n  | An                | Bn      | Cn                | Dn          |
| -- | ----------------- | ------- | ----------------- | ----------- |
| 3  | 180               | 7       | 360               | 0           |
| 5  | 1470              | 5       | 3024              | 84          |
| 7  | 56700             | 19      | 113400            | 0           |
| 9  | 18523890          | 625     | 37122624          | 74844       |
| 11 | 425675250         | 1453    | 851350500         | 0           |
| 13 | 257432175         | 89      | 514926720         | 62370       |
| 15 | 390769879500      | 13687   | 781539759000      | 0           |
| 17 | 1904417007743250  | 6758333 | 3808863131673600  | 29116187100 |
| 19 | 21438612514068750 | 7708537 | 42877225028137500 | 0           |

これらの整数はベルヌーイ数の和として表現することができる。任意の整数引数に対するゼータ関数の高速計算アルゴリズムは、アナトリー・カラツバによって与えられている。

## 負の整数に対する特殊値
ゼータ関数の定義式は、
{\displaystyle \zeta (s)=\sum _{n=1}^{\infty }{\frac {1}{n^{s}}}=1+{\frac {1}{2^{s}}}+{\frac {1}{3^{s}}}+{\frac {1}{4^{s}}}+\cdots }
であったが、このままでは負の整数に対する特殊値の計算を実行することができない。しかしながらゼータ関数には、
{\displaystyle \zeta (s)=-{\frac {\varGamma (1-s)}{2\pi i}}\oint _{C}\!{\frac {(-z)^{s-1}}{e^{z}-1}}\,{\rm {d}}z}
なる複素平面全体で定義された関数が存在する。この積分を利用することで、任意の自然数 n に対して、
{\displaystyle \zeta (-n)={\frac {(-1)^{n}\,B_{n+1}}{n+1}}}
が成り立つことがわかる。
負の整数に対するリーマンゼータ値の証明 — 
ハンケルによるリーマンゼータ関数の積分表示：
{\displaystyle \zeta (s)=-{\frac {\varGamma (1-s)}{2\pi i}}\oint _{C}\!{\frac {(-z)^{s-1}}{e^{z}-1}}\,{\rm {d}}z}
から始める。ただし、ここで s は自然数ではない複素数で、積分路 C はハンケルの積分路である。ここで n を自然数として s = − n とすると、
{\displaystyle \zeta (-n)={\frac {in!}{2\pi }}\oint _{C}\!{\frac {1}{(-z)^{n+2}}}{\frac {-z}{e^{z}-1}}\,{\rm {d}}z}
となる。留数定理に基づいてこの複素積分を実行すれば、
{\displaystyle \zeta (-n)=-{\frac {in!}{2\pi }}\,2\pi i\operatorname {Res} \!{\biggl (}{\frac {1}{(-z)^{n+2}}}{\frac {-z}{e^{z}-1}},\,0{\biggr )}}
となるのでベルヌーイ数の定義から、
{\displaystyle \zeta (-n)=n!\,(-1)^{n}\operatorname {Res} \!{\Biggl (}\sum _{k=1}^{\infty }{\frac {B_{k}}{k!}}\,z^{k-n-2},\,0{\Biggr )}}
ここで、右辺の留数は、
{\displaystyle \operatorname {Res} \!{\Biggl (}\sum _{k=1}^{\infty }{\frac {B_{k}}{k!}}\,z^{k-n-2},\,0{\Biggr )}={\frac {B_{n+1}}{(n+1)!}}}
であるから、
{\displaystyle \zeta (-n)={\frac {(-1)^{n}\,B_{n+1}}{n+1}}}
この公式を利用することで、負の整数に対する特殊値を計算することができる。一般に負の偶数に対しては、
{\displaystyle \zeta (-2n)=0}
が恒等的に成り立つ。これを自明な零点という。また負の奇数については n = 1 から小さい順に n = 29 まで計算してみると、
{\displaystyle \zeta (-1)=-{\frac {1}{12}}}
{\displaystyle \zeta (-3)={\frac {1}{120}}}
{\displaystyle \zeta (-5)=-{\frac {1}{252}}}
{\displaystyle \zeta (-7)={\frac {1}{240}}}
{\displaystyle \zeta (-9)=-{\frac {1}{132}}}
{\displaystyle \zeta (-11)={\frac {691}{32760}}}
{\displaystyle \zeta (-13)=-{\frac {1}{12}}}
{\displaystyle \zeta (-15)={\frac {3617}{8160}}}
{\displaystyle \zeta (-17)=-{\frac {43867}{14364}}}
{\displaystyle \zeta (-19)={\frac {174611}{6600}}}
{\displaystyle \zeta (-21)=-{\frac {77683}{276}}}
{\displaystyle \zeta (-23)={\frac {236364091}{65520}}}
{\displaystyle \zeta (-25)=-{\frac {657931}{12}}}
{\displaystyle \zeta (-27)={\frac {3392780147}{3480}}}
{\displaystyle \zeta (-29)=-{\frac {1723168255201}{85932}}}
となる。特に ζ (−1) はラマヌジャン総和法に関連する。

## 微分の特殊値
ゼータ関数の負の偶数での微分係数は、
{\displaystyle {\frac {{\rm {d}}\zeta }{{\rm {d}}s}}{\Bigg \vert }_{s=-2n}={\frac {(-1)^{n}\,(2n)!\,\zeta (2n+1)}{2\,(2\pi )^{2n}}}}
である。これはゼータ関数の一様収束性から項別に微分すれば簡単に示すことができる。この公式を用いて特殊値を計算すると、
{\displaystyle {\frac {{\rm {d}}\zeta }{{\rm {d}}s}}{\Bigg \vert }_{s=-2}=-{\frac {\zeta (3)}{4\pi ^{2}}}}
{\displaystyle {\frac {{\rm {d}}\zeta }{{\rm {d}}s}}{\Bigg \vert }_{s=-4}={\frac {3\,\zeta (5)}{4\pi ^{4}}}}
{\displaystyle {\frac {{\rm {d}}\zeta }{{\rm {d}}s}}{\Bigg \vert }_{s=-6}=-{\frac {45\,\zeta (7)}{8\pi ^{6}}}}
{\displaystyle {\frac {{\rm {d}}\zeta }{{\rm {d}}s}}{\Bigg \vert }_{s=-8}={\frac {315\,\zeta (9)}{4\pi ^{8}}}}
となる。またこれ以外にも、
{\displaystyle {\frac {{\rm {d}}\zeta }{{\rm {d}}s}}{\Bigg \vert }_{s=-1}={\frac {1}{12}}-\log A}
{\displaystyle {\frac {{\rm {d}}\zeta }{{\rm {d}}s}}{\Bigg \vert }_{s=0}=-{\frac {1}{2}}\log 2\pi }
{\displaystyle {\frac {{\rm {d}}\zeta }{{\rm {d}}s}}{\Bigg \vert }_{s=2}={\frac {\pi ^{2}}{6}}\,(\gamma +\log 2-12\log A+\log \pi )}
なる特殊値が存在する。ただし、ここで A はグレイシャー・キンケリンの定数、γ はオイラーの定数である。また、これらの特殊値の近似値は以下の表に示す通りである。
| ζ' (n)  | 近似値                        | OEIS    |
| ------- | ----------------------------- | ------- |
| ζ' (3)  | -0.19812 62428 85636 85333... | A244115 |
| ζ' (2)  | -0.93754 82543 15843 75370... | A073002 |
| ζ' (0)  | -0.91893 85332 04672 74178... | A075700 |
| ζ' (−1) | -0.16542 11437 00450 92921... | A084448 |
| ζ' (−2) | -0.03044 84570 58393 27078... | A240966 |
| ζ' (−3) | +0.00537 85763 57774 30114... | A259068 |
| ζ' (−4) | +0.00798 38114 50268 62428... | A259069 |
| ζ' (−5) | -0.00057 29859 80198 63520... | A259070 |
| ζ' (−6) | -0.00589 97591 43515 93745... | A259071 |
| ζ' (−7) | -0.00072 86426 80159 24065... | A259072 |
| ζ' (−8) | +0.00831 61619 85602 24735... | A259073 |